# Malacocincla
Malacocincla é um género de ave da família Pellorneidae.

## Espécies
Este género contém as seguintes 3 espécies:
- Malacocincla abbotti
- Malacocincla sepiaria
- Malacocincla perspicillata